# Acacia galpinii
Acacia galpinii é uma espécie de leguminosa do gênero Acacia, pertencente à família Fabaceae.